# Liste der Naturdenkmale in Offstein
Die Liste der Naturdenkmale in Offstein nennt die im Gemeindegebiet von Offstein ausgewiesenen Naturdenkmale (Stand 29. Februar 2024).

## Naturdenkmale
| Nr.         | Bezeichnung    | Lage                                      | Beschreibung                             | Bild                                    |
| ----------- | -------------- | ----------------------------------------- | ---------------------------------------- | --------------------------------------- |
| ND-7331-416 | Schwefelquelle | östlich des Ortes; Flur Ochsengärten Lage | um 1810 mit Natursteinen gefasste Quelle | Direkt Bild zu diesem Denkmal hochladen |